# 嫩特斯豪森
嫩特斯豪森是德国黑森州的一个市镇。总面积57.06平方公里，总人口2956人，其中男性1535人，女性1421人（2011年12月31日），人口密度52人/平方公里。